# إيدن لوف
إيدن لوف (بالإنجليزية: Eden Love)‏ هو لاعب اتحاد الرغبي أسترالي، ولد في 14 أكتوبر 1909، وتوفي في 1991.